# Grand Theft Auto: San Andreas
Grand Theft Auto: San Andreas er et computerspil i Grand Theft Auto-serien udgivet til Playstation, Xbox, PC og iOS-app af Rockstar Games. Spillet foregår i den fiktive amerikanske stat, San Andreas, der er hovedsageligt er baseret på Californien, men som også indeholder elementer fra Nevada.

## Plottet
I de tidlige 90'ere vender hovedpersonen, Carl Johnson (CJ) hjem til sin hjemby Los Santos, efter fem år i Liberty City (GTA III). Han forlod oprindeligt sin hjemby, fordi hans storebror Sean "Sweet" Johnson gav ham skylden for sin lillebror Brians død. Drabet på moderen tvinger ham til at vende hjem til begravelsen, familien og den gamle bande, The Grove Street Families. I løbet af de fem år han har været væk, ser det så slemt ud for banden, at han bliver nødt til at blive for at hjælpe dem.
Som historien udvikler sig, finder man ud af, at to af CJs bedste venner, Big Smoke og Ryder, arbejder sammen med den korrupte politibande C.R.A.S.H. (med Officer Tenpenny i front) og den rivaliserende bande The Ballas. De to venner hjælper banden med et bagholdsangreb på hovedpersonens bande, hvorefter Sweet bliver smidt i fængsel.
Politibanden kidnapper CJ og smider ham af i den lille flække Angel Pine for foden af bjerget Mount Chilliad langt væk fra alting.
CJ kan ikke vise sig i Los Santos foreløbigt, da hans bande er splittet til atomer, så han må gøre C.R.A.S.H.'s beskidte job, da han ved, at det er den eneste måde, han kan få Sweet ud af fængslet igen.
I den nye bande får han mange nye allierede heriblandt: Cesar Vialpando (hans søster, Kendls kæreste og leder af den spanske bande Varios Los Aztecas), Wu Zi (Woozie) Mu (lederen af en kinesisk bande i San Fierro) og The Truth, en lokal hippie.
Efter at havde dræbt Ryder, bliver CJ rodet ind i en indviklet affære med regeringsagenten Mike Toreno, som kan befri Sweet, hvis han får noget til gengæld, men Carl vil ikke tilbage til Los Santos endnu. I stedet bliver han partner med Woozie på et kasino i Las Venturas og bliver hurtigt rig.
CJ finder dog hurtigt ud af, at det ikke er hans måde at leve på. Efter mange forskellige job, lige fra snigskytte til gaderacer i de to nye byer San Fierro og Las Venturas, vender han til sidst hjem til sin hjemby, hvor Sweet endelig bliver løsladt og Grove Street Families kommer på benene igen.
I mellemtiden har Tenpenny været i retten for adskillige grove forbrydelser og er nu gået under jorden, hvilket resulterer i masse oprør i Los Santos.
Brødrene begynder at lede efter Big Smoke og finder ham til sidst i hans crack-palads. Efter at havde dræbt Smoke, dukker Tenpenny op og tvinger CJ til at fylde en kuffert med Big Smokes penge, for at få råd til at forlade San Andreas. Planen mislykkes og Tenpenny tager flugten og bliver efterfølgende forfulgt af de to brødre i en hæsblæsende biljagt gennem deres hjemby. Forfølgelsen ender med, at forbryderen forulykker og dør.
Det sidste klip viser The Johnson Family, genforenet, med CJ der går ud af døren "Fittin' to see the block".

## Grafikmotoren
Grafikmotoren sparer mange ressourcer, men resulterer også nogle gange i nogle besynderlige situationer[kilde mangler] . F.eks. optegner og registreres kun computerstyrede biler, som er meget tæt på selve spilleren i computerens hukommelse (f.eks. den modkørende trafik på en vej). Det betyder, at hvis du kigger i den ene retning, og ser en bil langt væk, vender dig om hurtigt og kigger tilbage igen, så kan bilen være forsvundet. Men for det meste er det ikke til gene for gameplayet da trafikken i spillet blot skal supplere til at give miljøet liv og realisme.
En af grundene til at grafikmotoren er så langsom eller primitiv, er at hele spillet streames realtime, så man slipper for loadetiderne, af et spil på den størrelse er det ret utroligt at man kan bevæge sig fra det ene hjørne til det andet helt uden at det loader. Det er gået ud over grafikken, der er blevet stærkt kritiseret[kilde mangler].

## Gameplay
Som i alle tidligere GTA/Grand Theft Auto-spil handler spillet om at udføre missioner, og på den måde dels skaffe sig penge, og dels bringe sig selv videre i handlingsforløbet.
Der er forskellige former for missioner; Storymissions, Sidemissions, Odd-job,

### Våben
| Slot 1                              | Hand             | Næver, knojern                                                    |
| Slot 2                              | Melee Weapons    | Bat, skovl, billardkø, katana, golfkølle, knippel, kniv, motorsav |
| Slot 3                              | Handguns         | 9mm., lyddæmpet 9mm., Desert Eagle                                |
| Slot 4                              | Shotguns         | Haglgevær, oversavet haglgevær, Combat Shotgun                    |
| Slot 5                              | Sub-Machine Guns | Tec-9, Micro-SMG, SMG                                             |
| Slot 6                              | Assault Rifles   | AK-47, M4                                                         |
| Slot 7                              | Rifles           | Riffel, sniper-riffel                                             |
| Slot 8                              | Heavy Weapons    | Raketstyr, flammekaster, varmesøgende Raketkaster, rullekanon     |
| Slot 9                              | Explosives       | Håndgranat, molotovcocktail, taskebombe, tåregas                  |
| Slot 10                             | Handheld Items   | Ildslukker, spraydåse, kamera                                     |
| Slot 11                             | Gifts            | Blomster, stok, dildo, vibrator                                   |
| Slot 12                             | Special Items    | Varmefølsomme briller, nattesynsbriller, faldskærm                |
| Slot 13*                            | Etc.             | Detonator                                                         |
| * Hvis man har kastet en taskebombe |                  |                                                                   |

Mange af missionerne kræver, at man har et køretøj og/eller våben, som kan anskaffes på forskellig vis, bl.a. at dræbe andre bandemedlemmer.
I San Andreas er der i forhold til Vice City nu mulighed for at køre på cykel og flyve i et rigtigt privatfly, frem for de fly konstrueret til at lette og lande fra/på vand.
Som også set i tidligere udgaver af spillene, er der mulighed for at køre tog. Toget anskaffer man ved at vente på en jernbanestation og så tage toget, når det kommer, ligesom man tager biler.
Når man kører i toget, er der mulighed for at aktivere deciderede missioner, efter hvilke man belønnes med en sum penge.
Denne slags missioner kan også spilles ved at sætte sig ind i en ambulance, politibil, taxa, e.l.
En yderligere tilføjelse i San Andreas er hovedfigurernes evner. Disse kan forbedres og/eller forringes med tiden. Udvalgte evner og egenskaber er som følger:
- Muskel/Træning. Der er Stamina (kondition), Muscle (Muskler).
- Fedt/Overvægtighed
- Flyveevene nævnt som "skill" i spillet
- Våbenevne de forskellige skydevåben man kan bruge igennem spillet kan man blive dygtigere til at bruge og bliver bedre og bedre ved at bruge dem. Det bliver man "belønnet" med at efter man har noget de standpunkter der er for våbnet, gangstar og hitman (CJ starter i det level der hedder poor) da man når gangstar level med fx SMG'en kan man gå fremad mens man sigter og "lock on range". Der er dog enkelte skydevåben som man ikke kan stige i levels. Disse er Sniper, Flamethrower (flammekaster) og Rifle (riffel).
- Køreevne for cykel og motorcykel.
- Køreevne for biler.
- Mode/Stil. Jo mere man har, jo flere piger kan li' en.

## Byer

### Los Santos
Los Santos er både den største og mest befolkelige by i den fiktive stat, San Andreas. Det vides ikke hvad statens hovedstad er, men det kunne godt tide på at Los Santos var svaret. Den er baseret på Los Angeles. Den er en del af de tre centerede byer i staten, Los Santos, San Fierro og Las Venturas. Den ligger på den sydvestlige kyst af staten. Byen er den første by du kommer til i spillet, og er hjem for flere af de bedst kendte bander, inklusive Grove Street Families, hvor vores hovedperson er medleder. Byen er de sidste 20 år blevet overtaget af bander, drug dealers og andet kriminalitet. Så de kendte, og de mange millionnære og politiker, må leve et farligt liv i den rige del af byen, for at undgå denne kriminalitet

#### Facts
Befolkningstal: 4,000,000
Grundlagt: 1781
Land: USA
Stat: San Andreas

### San Fierro
San Fierro er en af de tre centrale byer i staten, Los Santos, San Fierro og Las Venturas, og er baseret på San Francisco. Det af er den anden mest befolkelige by i staten, næst efter Los Santos, som også er den største by. San Fierro er også den tredje største by i staten, den mindste af de tre centrerede byer i staten. Byen ligger på et mindre bjergområde (Ligesom San Francisco) den midt vestlige del af staten.

#### Facts
Befolkningstal: 800,000
Grundlagt: ?
Land: USA
Stat: San Andreas

### Las Venturas
Las Venturas (baseret på Las Vegas) er en af de tre centrale byer i staten, Los Santos, San Fierro og Las Venturas. Den er den mindst befolkede af de tre centrale byer i staten, samt er det den anden største by i staten. Den er beliggende i et ørkenområde, i den nordvestlige del af staten. Den er kendt for at være en kæmpe spilleby, (ligesom Las Vegas, som byen er baseret på) den er dog de sidste år blevet overtaget af vilde gangstere, og kriminelle.

#### Facts
Befolkningstal: 600.000
Grundlagt: ?
Land: USA
Stat: San Andreas

### Montgomery
Montgomery er baseret på den Amerikanske by, Visalia, Californien. Montgomery ligger omkring 5 minutter fra Los Santos, hvis man tager motorvejen lige derfra. Det er den femte mest befolkede by i staten, San Andreas samt den ottende største. Den er faktisk ret stor i forhold til dens størrelse.

#### Facts
Befolkningstal: 3,623
Grundlagt: ?
Land: USA
Stat: San Andreas

### Dillimore
Dillimore er placeret 2 minutter fra nordvest Los Santos vis du køre af Dillimore Road. Det er den tiende største by i staten, San Andreas, og den er den sjette mest befolkede by i staten.

#### Facts
Befolkningstal: 2,130
Grundlagt: ?
Land: USA
Stat: San Andreas

### Palomino Creek
Palomino Creek er placeret fem minutter fra Los Santos, Nordøst. Det er den fjerde største by i staten, San Andreas, den største by efter de tre centrerede byer i staten. Det er også den fjerde største by efter befolkningstallet i staten, igen efter de tre centrerede byer i staten.

#### Facts
Befolkningstal: 6,836
Grundlagt: ?
Land: USA
Stat: San Andreas

### Blueberry
Blueberry er placeret 4 minutter fra Los Santos, Nordvest, hvis du kører ud vi af Dillimore Road, ud af Los Santos, og igennem Dillimore. Blueberry er den sjette største by i staten, San Andreas. Samt den syvende største befolkede by i staten.

#### Facts
Befolkningstal: 1,309
Grundlagt: ?
Land: USA
Stat: San Andreas

### Angel Pine
Angel Pine er en fiktiv by i Grand Theft Auto: San Andreas. Det er en lille by i Whetstone, San Andreas mellem Mount Chiliad og skoven Shady Creeks. Byen har 6.412 indbyggere og ligger kun få minutter fra San Fierro, hvis man tager motorvejen i den sydlige del af Foster Valley.

#### Facts
Befolkningstal: 6,412
Grundlagt: ?
Land: USA
Stat: San Andreas

### Bayside
Bayside er en lille by, beliggende lige nord for San Fierro, kun forbundet af Grant Bridge (baseret på Golden Gate Bridge, San Francisco) Bayside er en gammel vigtig havne, det var den der gjorde at den og alle de øvrige byer i Bone County kunne få frisk mad, og drikke fra havne byen, San Fierro (baseret på San Francisco, Californien) dette var inden den store spilleby, Las Venturas (baseret på Las Vegas, Nevada) Byen er ikke beboet af andre ind dem der arbejder på havnen. Det gør byen til den klart anden mindste befolkede by i staten, San Andreas, efter den lille by, Valle Ocutado, og de tre spøgelsesbyer, beliggende i Bone County, Las Brujas, Aldea Malvada og Las Barrancas. Byen er også den syvende største by i staten.

#### Facts
Befolkningstal: ?
Grundlagt: ?
Land: USA
Stat: San Andreas

### Fort Carson
Fort Carson (baseret på Carson City, Nevadas hovedstad) Fort Carson er beliggende lige omkring midten af staten, San Andreas. Den ligger tæt ved vandet, skrot nordvest fra San Fierro. Den har to broer over til red county. Fort Carson er den 5 største by i staten, og er den niende største by i staten efter befolkning.

#### Facts
Befolkningstal: 369
Grundlagt: ?
Land: USA
Stat: San Andreas

### Valle Ocutado
Valle Ocutado er den absolut mindste by i staten, San Andreas, både på befolkningstal og størrelse. Den ligger omkring midten af Bone County, ved foden af et af de mange unavngivne ørkenbakker og -bjerge.

#### Facts
Befolkningstal: ?
Grundlagt: ?
Land: USA
Stat: San Andreas

### Las Payasadas
Las Payasadas er en lille ørkenby, beliggende i den nordvestlige del af den fiktive stat, San Andreas, kun 2 minutters kørsel fra storbyen, Las Venturas (baseret på Las Vegas) Den eneste måde at komme ind i byen, er at køre ind fra Bone County Highway, der går hele vejen fra Las Venturas til Fort Carson (baseret på Carson City, Nevadas hovedstad) Las Payasadas er den tolvte største by i staten og den tiende største by efter befolkning.

#### Facts
Befolkningstal: 211
Grundlagt: ?
Land: USA
Stat: San Andreas

### El Quebrados
El Quebrados er en lille by, i et stort ørkenområde, der ligger omkring den nordvestlige del af staten, San Andreas. Den ligger omkring 4 minutter vest fra storbyen, Las Venturas (baseret på las Vegas, Nevada) El Quebradoss befolkning er ukendt, det eneste man ved er, at den er statens ellevte største by.

#### Facts
Befolkningstal: ?
Grundlagt: ?
Land: USA
Stat: San Andreas

## Mods
Det er muligt at modde spillet (downloade biler, fly, både, våben eller andet til spillet). Man kan også downloade nye maps (øer, huse, bjerge, bygninger osv.) til spillet. Spilleren (CJ) kan man også ændre. Man kan også få nye missioner. Man kan finde tingene på fansider og downloade sider.
(NB. Man kan kun modde i pc-versionen.)

## Relaterede artikler
- Grand Theft Auto: Vice City
- Grand Theft Auto IV
- Grand Theft Auto: Vice City Stories